# Eleazar Mejía Álvarez

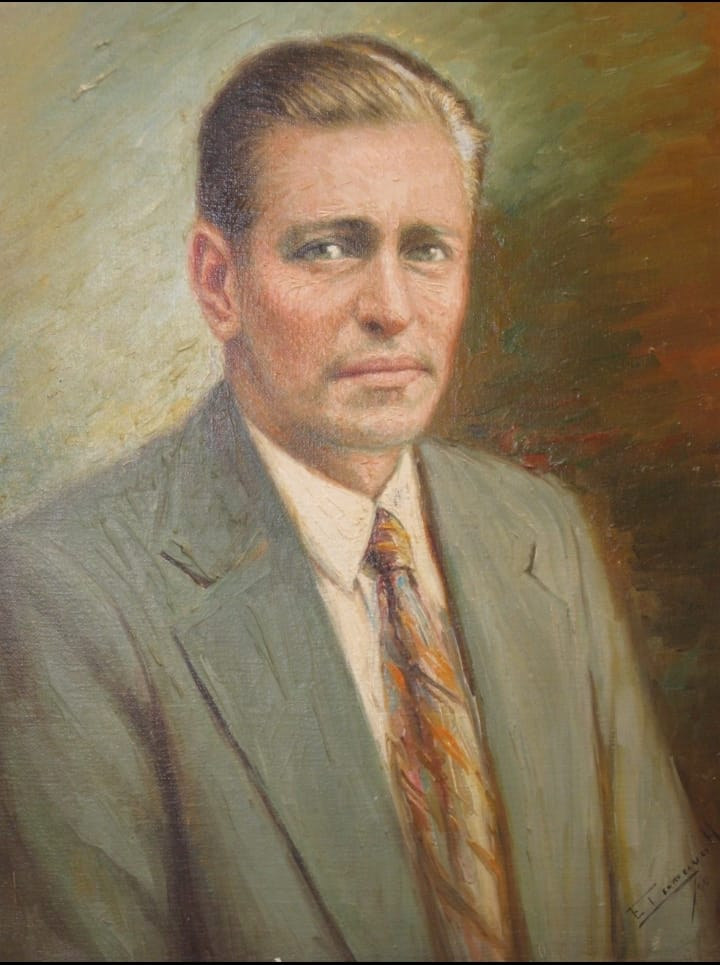
Eleazar Mejía Álvarez

Eleazar Mejía Álvarez, (Itagüí, 1892- Medellín, 8 de agosto de 1941) fue un conocido médico cirujano, investigador,  y filántropo de la ciudad de  Itagüí, Colombia.

## Vida y obra
Eleazar Mejía Álvarez nació el 14 de febrero de 1892. Sus estudios de medicina los hizo en la Universidad de Antioquia; después viajó a Francia donde consiguió su título de Médico Cirujano en el año de 1917 en la ciudad de París.
Se destacó como un médico interesado en el bienestar de las comunidades. Viajó por todo el país manifestando su interés por ayudar y servir. Fue respetado donde laboró, además de siempre dejar un camino para el desarrollo de la medicina donde estuvo. Se le reconoce como alguien que buscó constantemente el desarrollo de la medicina en Colombia.
Fue inspirador para un gran grupo de personas las cuales crearon un círculo de estudio metafísico quienes decían haber recibido mensajes del doctor a través de un medium de allí surgió el círculo de meditación que era llamado como el médico. En dichas meditaciones o cadenas espiritas como las llamaban ellos recibían mensajes algunos escritos otros hablados y también los recibidos por el medium vidente. Las últimas personas que se que pertenecían al círculo ya han fallecido al parecer no queda ninguno todo el material recibido en mensajes ha quedado en manos de hijos  o familia que seguramente se han desecho de ello. Cabe resaltar que hago esto público porque conocía el círculo y muchas de las personas que lo integraban de la misma manera decir que ninguno tuvo relación directa con el doctor MEJIA.